# Paoletta Magoni
Paola Magoni detta Paoletta (Selvino, 14 settembre 1964) è un'ex sciatrice alpina italiana, campionessa olimpica nello slalom speciale a Sarajevo 1984.
In seguito al matrimonio assunse anche il cognome del coniuge e gareggiò come Paoletta Magoni-Sforza.

## Biografia

### Stagioni 1980-1983
Originaria di Selvino, è sorella dell'allenatore di sci alpino Livio e del calciatore Oscar. Si mise in luce vincendo, appena quindicenne, la medaglia di bronzo nella discesa libera agli Europei juniores di Madonna di Campiglio 1980 e, nella stessa stagione, le sue prime medaglie ai Campionati italiani, tra le quali l'oro nella combinata.
Nella stagione 1980-1981 ottenne il primo risultato di rilievo in Coppa del Mondo, nello slalom speciale di Piancavallo del 13 dicembre 1980 (14ª) e vinse, nella medesima specialità nella quale avrebbe poi colto i maggiori successi in carriera, la medaglia'argento agli Europei juniores di Škofja Loka 1981. L'anno dopo partecipò alla prima edizione dei Mondiali juniores, Auron 1982, aggiudicandosi la medaglia d'oro nella combinata, e ai Mondiali di Schladming 1982, classificandosi 29ª nella discesa libera.

### Stagioni 1984-1988
Ai XIV Giochi olimpici invernali di Sarajevo 1984, sua prima presenza olimpica, vinse lo slalom speciale del 17 febbraio, il primo oro olimpico dello sci alpino femminile italiano: 4ª a pari merito con la francese Perrine Pelen al termine della prima manche con 48,85, la Magoni si impose nella seconda facendo segnare il miglior tempo di manche, 47,62, e vincendo la gara con 91 centesimi di vantaggio sulla francese, seconda, e 1,03 sull'atleta liechtensteinese Ursula Konzett. Fu una vittoria a sorpresa, dato che la diciannovenne italiana non aveva al suo attivo nemmeno un piazzamento sul podio nelle gare di Coppa del Mondo, dove il suo miglior risultato in carriera fino a quel momento era un sesto posto; disputò anche lo slalom gigante, classificandosi 32ª.
Un mese dopo, il 18 marzo, nello slalom speciale di Jasná conquistò anche il primo podio di Coppa del Mondo (3ª); il 14 gennaio 1985 ottenne la sua unica vittoria nel circuito (nonché ultimo podio), nello slalom speciale di Pfronten, e il 9 febbraio vinse la medaglia di bronzo, sempre nello slalom speciale, ai Mondiali di Bormio 1985: fu la sola medaglia italiana di quella rassegna. Ai Mondiali di Crans-Montana 1987 si classificò 24ª nello slalom gigante e continuò a gareggiare in Coppa del Mondo fino al termine della stagione 1987-1988, ottenendo l'ultimo risultato il 18 gennaio a Saas-Fee sempre in slalom speciale (8ª), mentre ai XV Giochi olimpici invernali di Calgary 1988 chiuse 7ª nello slalom speciale e non terminò lo slalom gigante.

## Palmarès

### Olimpiadi
- 1 medaglia:
  - 1 oro (slalom speciale a Sarajevo 1984)

### Mondiali
- 1 medaglia:
  - 1 bronzo (slalom speciale a Bormio 1985)

### Mondiali juniores
- 1 medaglia:
  - 1 oro (combinata ad Auron 1982)

### Europei juniores
- 2 medaglie[2][3]:
  - 1 argento (slalom speciale a Škofja Loka 1981)
  - 1 bronzo (discesa libera a Madonna di Campiglio 1980)

### Coppa del Mondo
- Miglior piazzamento in classifica generale: 24ª nel 1985
- 3 podi (tutti in slalom speciale)
  - 1 vittoria
  - 2 terzi posti

#### Coppa del Mondo - vittorie
| Data            | Località | Paese          | Specialità |
| --------------- | -------- | -------------- | ---------- |
| 14 gennaio 1985 | Pfronten | Germania Ovest | SL         |

Legenda:

SL = slalom speciale

### Coppa Europa
- Miglior piazzamento in classifica generale: 4ª nel 1987

### Campionati italiani
- 11 medaglie[4][6]:
  - 5 ori (combinata nel 1980; slalom speciale nel 1984; slalom speciale nel 1985; slalom speciale nel 1987; slalom speciale nel 1988)
  - 2 argenti (slalom speciale nel 1982; slalom gigante nel 1988)
  - 4 bronzi (discesa libera nel 1980; discesa libera, combinata nel 1982; slalom speciale nel 1983)